# Villiers-sur-Marne (tổng)
Tổng Villiers-sur-Marne là một tổng thuộc tỉnh Val-de-Marne trong vùng Île-de-France, Pháp.

## Các xã
| Xã                 | Dân số | Mã bưu chính | Mã insee |
| ------------------ | ------ | ------------ | -------- |
| Le Plessis-Trévise | 16 656 | 94 420       | 94 059   |
| Villiers-sur-Marne | 26 632 | 94 350       | 94 079   |

## Thông tin nhân khẩu
| 1962                                                     | 1968   | 1975   | 1982   | 1990   | 1999   |
| -------------------------------------------------------- | ------ | ------ | ------ | ------ | ------ |
| 18 248                                                   | 24 181 | 35 284 | 35 587 | 37 323 | 43 288 |
| Nombre retenu à partir de 1962 : dân số không tính trùng |        |        |        |        |        |